# ラバク
ラバク（アラビア語: ربك; Rabak）はスーダンの青ナイル地方の白ナイル州の州都。スーダンの主要都市の一つで、州のプラントの数の8割以上、工業に対する投資の9割以上を占める工業都市となっている。ラバクに工場を置いている企業としてはナイルセメント (Nile Cement Company)、ケナナ砂糖 (Kenana Sugar)などがある。2008年国勢調査の人口は12万3890人だった。

## 地理
標高362メートルの白ナイル川東岸に位置し、首都のハルツームからは約260キロメートル、エチオピア国境からは約340キロメートル、それぞれ離れている。交通は、ハルツーム・ラバク道路でスーダン北部と繋がっているほか、別の道路で東のセンナールや西のオベイドとも繋がっている。

## 歴史
1994年、白ナイル州の州都になった。

## 人口
ラバクの人口の推移は以下の表の通り。
| 年                     | 人口    |
| ---------------------- | ------- |
| 1973（国勢調査による） | 18,399  |
| 1983（国勢調査による） | 26,693  |
| 1993（国勢調査による） | 59,261  |
| 2008（国勢調査による） | 123,890 |

## 経済
ラバクはスーダンにおいて独特なロケーションで、また前述のとおり交通の便が良い。このことがラバクをスーダンにおける主要な商業都市の一つにしている。また、2002年のセメント生産量が41,000トンとなったセメント製造業のナイルセメントや製糖会社、製油所などの工場がケナナには存在する。